# Fundusfeiler
Der Fundusfeiler ist ein 3079 m ü. A. hoher Berg im nordsüdlich verlaufenden Geigenkamm, einer Bergkette in den nördlichen Ötztaler Alpen im österreichischen Bundesland Tirol. Durch seine leichte Erreichbarkeit von mehreren Schutzhütten aus ist er ein beliebter, leicht zu besteigender Aussichtsberg.

## Lage und Umgebung
Der Fundusfeiler liegt im nördlichen Geigenkamm und ist von Norden aus gesehen der erste Dreitausender des Kamms. Benachbarter Berg im Verlauf des wenig ausgeprägten Nordgrats ist der 2812 Meter hohe Leierskogel und unmittelbar im Südwesten, getrennt durch die Feilerscharte (2926 m), liegen die drei Lehner Grieskögel mit 3032, 3030 und 3038 Metern Höhe. Die Ostflanke des Fundusfeilers fällt hinab ins Fundustal, die Westseite ins Pitztal. Nächster bedeutender Ort im Pitztal ist das knapp 5 km Luftlinie im Westen liegende Dorf Zaunhof und im Ötztal das gut 5 km in nordöstlicher Richtung entfernte Umhausen.

## Touristische Erschließung
Durch seine leichte Erreichbarkeit aus den Tälern und seine unschwierige Besteigung gibt es für eine dokumentierte Erstbesteigung des Fundusfeilers keine überlieferten Dokumente. Der Berg ist durch ein umfangreiches Wanderwegenetz gut erschlossen und wird im Sommer wie im Winter oft bestiegen. Der Normalweg, leichtester Anstieg, erfolgt über die Südseite des Berges. Als Stützpunkt eignet sich die auf 2192 Metern Höhe im Talschluss des Fundustales gelegene Frischmannhütte, von der aus der Gipfel in etwa zwei Stunden Gehzeit über die Feilerscharte und folgende leichte Kletterei im UIAA-Grad I zu erreichen ist. Auch von der nördlich am Wildgrat gelegenen Erlanger Hütte (2541 m) führt ein ausgesetzter Höhenweg über die Feilerscharte in vier Stunden zum Gipfel. Ebenfalls vier Stunden muss man für den Aufstieg von der westlich gelegenen Ludwigsburger Hütte (1935 m), oberhalb von Zaunhof, über das Lehnerjoch (2510 m) rechnen.